# Delfin Albano
Delfin Albano (Bayan ng Delfin Albano) är en kommun i Filippinerna. Kommunen ligger på ön Luzon, och tillhör provinsen Isabela. Folkmängden uppgår till 23 619 invånare.

## Barangayer
Delfin Albano är indelat i 29 barangayer.
| - Aga - Andarayan - Aneg - Bayabo - Calinaoan Sur - Capitol - Carmencita - Concepcion - Maui - Quibal - Ragan Almacen - Ragan Norte - Ragan Sur (Pob.) - Rizal (Ragan Almacen Alto) - San Andres | - San Antonio - San Isidro - San Jose - San Juan - San Macario - San Nicolas (Fusi) - San Patricio - San Roque - Santo Rosario - Santor - Villa Luz - Villa Pereda - Visitacion - Caloocan |